# Jose Rosete
Joseluis „Jose“ Miguel Rosete (* 22. Oktober 1975 in Mesa, Maricopa County, Arizona) ist ein US-amerikanischer Schauspieler, Filmproduzent, Filmregisseur, Drehbuchautor und Synchronsprecher. Er hat an über 350 Fernseh- und Filmproduktionen mitgewirkt.

## Leben
Rosete wurde am 22. Oktober 1975 in Mesa geboren und wuchs im Süden von Chandler auf, wo er 1994 die dortige High School abschloss. Anschließend begann er mit dem Schauspiel. Seit Mitte der 1990er Jahre mimt er in verschiedenen Fernseh- und Filmproduktionen Charakterrollen.
2016 spielte er im Musikvideo zum Lied East Coast Girl des Sängers Butch Walker mit. Im Folgejahr war er im Musikvideo zum Lied You Be Love von Avicii und Billy Raffoul zu sehen. Im selben Jahr spielte er in fünf Episoden der Fernsehserie The Walking Dead: Red Machete in der Rolle des David mit.

## Filmografie (Auswahl)

### Schauspiel
- 1995: Waiting to Exhale – Warten auf Mr. Right (Waiting to Exhale)
- 1999: Three Kings – Es ist schön König zu sein (Three Kings)
- 1999: An jedem verdammten Sonntag (Any Given Sunday)
- 2000: Good Vibrations – Sex vom anderen Stern (What Planet Are You From?)
- 2000: Schmerzende Wahrheit (The Truth About Jane) (Fernsehfilm)
- 2000: Secret Messages
- 2001: Blood Orgy of the Damned
- 2001: Hoop Soldiers
- 2002: Leather and Iron
- 2002: None Left Standing
- 2002: Desert Rose
- 2002: The Dead Link
- 2003: Rosa Peligrosa (Kurzfilm)
- 2003: Drug Lordz
- 2003: Deceitfully Funny
- 2003: Dope Game 2
- 2003: The Ghost of Mickey Bullock
- 2003: Rude Awakening (Kurzfilm)
- 2004: Hold On (Kurzfilm)
- 2004: Ice Cold in Phoenix
- 2004: 666: The Demon Child
- 2004: The Last Gunfighter
- 2004: Night of the Chihuahuas
- 2004: 420
- 2005: Life's a Drag (Kurzfilm)
- 2005: My Brothers Arms (Kurzfilm)
- 2005: Cody Black
- 2005: Tony Tony Stick Around
- 2005: Indebted (Kurzfilm)
- 2005: Dark Places
- 2005: I Got Five on It
- 2005: Major Roberts (Kurzfilm)
- 2005: Hood of the Living Dead
- 2005: Laws of Deception (Kurzfilm)
- 2005: Once Upon a Time in the Desert (Kurzfilm)
- 2005: Vampire Slayers
- 2005: La caja
- 2005: Deceit
- 2006: Illegal Business
- 2006: Go-Go Guy (Kurzfilm)
- 2006: Wild Seven
- 2006: The Whistler
- 2006: The Damned
- 2006: Machined
- 2006: The Lonely Ones
- 2006: San Franpsycho
- 2006: Moviemark DVD Indie Shorts Project Vol. 1
- 2006: YaDaDa Movie
- 2006: Psycho Manor
- 2007: Relocation (Kurzfilm)
- 2007: John Philip Sousa Gets a Haircut (Kurzfilm)
- 2007: Death Row
- 2007: Love and Honor
- 2007: Dirty Laundry (Kurzfilm)
- 2007: Bitter Spirits (Kurzfilm)
- 2007: Sportkill
- 2007: Asylum (Kurzfilm)
- 2007: Michael's Hearing Problem (Kurzfilm)
- 2007: Star Power
- 2008: Emissary (Kurzfilm)
- 2008: The Unjust (Fernsehserie, 6 Episoden)
- 2008: Day of Valentine's (Kurzfilm)
- 2008: Jolene
- 2008: The Devil's Playhouse
- 2008: Melvyn's Clock
- 2008: Dead on Site
- 2008: Courage to Change (Kurzfilm)
- 2008: Win, Lose or Draw (Kurzfilm)
- 2008: Undone (Kurzfilm)
- 2008: Stage Fright (Kurzfilm)
- 2008: Skeletons (Kurzfilm)
- 2008: Hell on the Border (Kurzfilm)
- 2008: Echelon (Kurzfilm)
- 2009: The Eleventh Aggression
- 2009: Mr. Gun (Kurzfilm)
- 2009: America’s Most Wanted (Fernsehsendung)
- 2009: Red Corvette
- 2009: Haunted Airplane
- 2009: I Got Five on It Too
- 2009: Orville
- 2009: Running on Empty Dreams
- 2009: Middle Men
- 2009: Angels, Devils and Men
- 2009: Sabor tropical
- 2009: Heartwood (Kurzfilm)
- 2009: Flesh, TX
- 2009: Blood Guardian
- 2009: The Killing Hour (Kurzfilm)
- 2009: Doilie's Diner
- 2009: Avé Maria
- 2009: La Funcionaria Asesina
- 2009: Brutal (Kurzfilm)
- 2009: Blood Moon Rising
- 2009: Worst Case Scenario (Kurzfilm)
- 2009: Trade In
- 2010: References
- 2010: Doilie's Diner (Fernsehserie)
- 2010: The Horror Vault 3
- 2010: Fable: Teeth of Beasts
- 2010: Mad Mad Wagon Party
- 2010: Ripped Memories
- 2010: The Mentalist (Fernsehserie, Episode 3x04)
- 2010: Fallout (Kurzfilm)
- 2010: Ghouls (Fernsehserie, Episode 5 Episoden)
- 2010: Totally Tracked Down (Fernsehserie, Episode 1x10)
- 2010: King's Man
- 2010: The Vigilante
- 2010: Good Friday (Kurzfilm)
- 2011: The Depression of Detective Downs 2: On Depression's Edge (Kurzfilm)
- 2011: Turning a Page (Kurzfilm)
- 2011: Thor – Der Allmächtige (Almighty Thor) (Fernsehfilm)
- 2011: When Aliens Attack (Fernsehdokumentation)
- 2011: 1000 Wege, ins Gras zu beißen (1000 Ways to Die) (Fernsehdokuserie, 2 Episoden)
- 2011 Anthem (Kurzfilm)
- 2011: Alternate History: Nazi's Win WW2 (Fernsehfilm)
- 2011: Hostage Do or Die (Fernsehserie, Episode 1x04)
- 2011: Under the Bridge
- 2011: Slaughter Creek
- 2011: R.E.M.2
- 2011: Periphery
- 2011: Monsterpiece Theatre Volume 1
- 2011: Feet in the Water (Kurzfilm)
- 2011: Deadline
- 2011: Blocked
- 2012: Easy Rider: The Ride Back
- 2012: Deliverance from Evil
- 2012: New Guy in Town (Kurzfilm)
- 2012: Downfall (Kurzfilm)
- 2012: The 49th Line
- 2012: Strung (Kurzfilm)
- 2012: Tales of the Frontier (Fernsehserie, 2 Episoden)
- 2012: Rising Sun (Kurzfilm)
- 2012: Chasing Shadows (Kurzfilm)
- 2012: The Silicon Assassin Project (Fernsehserie, Episode 1x02)
- 2012: General Hospital (Fernsehserie, Episode 1x12660)
- 2012: Guttersnipe (Kurzfilm)
- 2012: Kirby's Dream House (Kurzfilm)
- 2012: The Tuner (Kurzfilm)
- 2012: The OG Girls
- 2012: A Good Man Is Hard to Find (Kurzfilm)
- 2012: 6 Models in Hell
- 2013: Harlequin (Kurzfilm)
- 2013: The Mark: Redemption
- 2013: Amontillado (Kurzfilm)
- 2013: Warrior POV (Fernsehserie, 2 Episoden, verschiedene Rollen)
- 2013: Night of the Killer (Kurzfilm)
- 2013: Cathedral Canyon
- 2013: The Ladies & The Gents (Fernsehserie, Episode 1x24)
- 2013: Dark Space
- 2013: Age of Dinosaurs – Terror in L.A. (Age of Dinosaurs) (Fernsehfilm)
- 2013: Exit to Hell
- 2013: Bo Banger (Fernsehserie, 4 Episoden)
- 2013: The Hard Way Home (Kurzfilm)
- 2013: Nightcomer
- 2013: Grey Sheep
- 2013: Chained (Kurzfilm)
- 2013: After Three Years (Kurzfilm)
- 2014: Hog's Tooth (Kurzfilm)
- 2014: Lion's Code (Kurzfilm)
- 2014: Come Fly with Me (Kurzfilm)
- 2014: Hunting the Phantom
- 2014: Bullet
- 2014: The Mummy Resurrected
- 2014: Undercover (Kurzfilm)
- 2014: Abducted
- 2014: Locker 13
- 2014: Bermuda Tentacles (Fernsehfilm)
- 2014: Office Ninja
- 2014: Asteroid vs Earth (Fernsehfilm)
- 2014: Always with You
- 2014: Just Me and All of You (Kurzfilm)
- 2014: Neon Nightz (Kurzfilm)
- 2014: High Risk
- 2014: April Rain
- 2014: Line of Duty (Kurzfilm)
- 2014: Shades of the Face (Kurzfilm)
- 2014: Being American
- 2014: Outrageous 911 (Fernsehserie)
- 2014: Phantom Halo – Brüder am Abgrund (Phantom Halo)
- 2014: Charlie (Kurzfilm)
- 2014: Drain-O-Way (Kurzfilm)
- 2014: The Cowboy (Kurzfilm)
- 2014: Sex in the Red Zone
- 2014: Samuel Adams (Fernsehfilm)
- 2014: Die Fighting
- 2014: Carolina Parakeet (Kurzfilm)
- 2014: Avenge (Kurzfilm)
- 2014–2017. Trautes Heim, Mord allein (Blood Relatives) (Fernsehdokuserie, 3 Episoden)
- 2015: Blood N' Whiskey (Kurzfilm)
- 2015: Speed. Power. Freedom (Kurzfilm)
- 2015: The Hard Sale (Kurzfilm)
- 2015: Infernal
- 2015: 'Merica, My Lovely (Kurzfilm)
- 2015: Terms & Conditions
- 2015: The Shift Rising (Kurzfilm)
- 2015: 6 Ways to Die
- 2015: Ithamar Has Nothing to Say (Fernsehserie, Episode 1x03)
- 2015: Dangerous Games (Fernsehserie, 3 Episoden)
- 2015: A House Is Not a Home
- 2015: Sensitive: The Untold Story (Dokumentation)
- 2015: In Memory Of: Her (Kurzfilm)
- 2015: Desperate Losers
- 2015: You’re the Worst (Fernsehserie, Episode 2x06)
- 2015: Carnal Wishes (Fernsehfilm)
- 2015: Dead Land (Kurzfilm)
- 2015: Damn Foreigners
- 2015: Demons in the City of Angels (Fernsehserie, 3 Episoden)
- 2015: Tales of Lady Ivi Vol. 1 (Kurzfilm)
- 2015: Just You and Me! (Kurzfilm)
- 2015–2016: Cry Wolfe (Fernsehdokuserie, 2 Episoden)
- 2016: Northbound (Kurzfilm)
- 2016: Chronologie des Grauens (Murder Book) (Fernsehdokuserie, Episode 2x08)
- 2016: Broken Promise (Fernsehfilm)
- 2016: Stevie D
- 2016: Chaos
- 2016: Morgan Freeman's Story of God (Fernsehdokuserie, Episode 1x01)
- 2016: Homes of Horror (Fernsehserie, Episode 4x06)
- 2016: Cult of the Vampire
- 2016: Tom King (Kurzfilm)
- 2016: Murder Among Friends (Fernsehdokuserie, 2 Episoden)
- 2016: Deadly Sins (Fernsehdokuserie, Episode 5x08)
- 2016: Thick Water (Kurzfilm)
- 2016: Those Left Behind
- 2016: Slammed!
- 2016: Let It Bleed
- 2016: The Last Sin (Kurzfilm)
- 2016: Earthtastrophe (Fernsehfilm)
- 2016: Monday Shorts (Mini-Serie, Episode 1x11)
- 2016: Murderous Affairs (Fernsehserie, Episode 1x06)
- 2016: Dead Bullet
- 2016: Spring: The Fairest of the Seasons (Kurzfilm)
- 2016: Turbulence
- 2016: The Wrong House (Fernsehfilm)
- 2016: Road to Utah
- 2016: Fight or Die (Fernsehserie, Episode 1x01)
- 2016: Dirty Spaghetti (Kurzfilm)
- 2016: Bank
- 2016–2017: Fatales Vertrauen – Dem Mörder so nah (Unusual Suspects) (Fernsehserie, 2 Episoden, verschiedene Rollen)
- 2017: Finding Mother
- 2017: Tom Clancy's Ghost Recon Wildlands: War Within the Cartel (Fernsehfilm)
- 2017: Dream Center (Fernsehdokuserie, 2 Episoden)
- 2017: Stalled (Kurzfilm)
- 2017: JackRabbit 29
- 2017: Savage Dog
- 2017: Twin Peaks (Fernsehserie, Episode 1x03)
- 2017: An Evening At The Diner (Kurzfilm)
- 2017: Lowlife
- 2017: LoveJacked
- 2017: Final Storm – Der Untergang der Welt (Doomsday Device) (Fernsehfilm)
- 2017: Because Frankie (Kurzfilm)
- 2017: Tribal – Proof of Concept (Kurzfilm)
- 2017: The Decaying World (Kurzfilm)
- 2017: The Substitute (Kurzfilm)
- 2017: By Night (Fernsehserie, Episode 1x03)
- 2017: Shut up, please (Kurzfilm)
- 2017: California Dreaming
- 2017: The Walking Dead: Red Machete (Fernsehserie, 5 Episoden)
- 2017: Anabolic Life
- 2017: Milagros de Navidad (Mini-Serie, Episode 1x19)
- 2017: The Plural of Blood (Kurzfilm)
- 2017: Six Minutes (Kurzfilm)
- 2017: Deadly Delusion (Fernsehfilm)
- 2018: Drug Lords (Fernsehdokuserie, Episode 1x03)
- 2018: The Black Prison (Kurzfilm)
- 2018: Fresh Off the Boat (Fernsehserie, Episode 4x17)
- 2018: The Second Coming of Christ
- 2018: Scratch
- 2018: Intensive Care
- 2018: As Worlds Collide
- 2018: Flug 666 (Flight 666)
- 2018: The Way We Were (Fernsehserie, Episode 1x35)
- 2018: Buried in the Backyard – Mord verjährt nicht (Buried in the Backyard) (Fernsehserie, Episode 1x02)
- 2018: Hollywood I'm Sorry (Dokumentation)
- 2018: On the Fence
- 2018: Hell Is Where the Home Is
- 2018: President Evil
- 2018: CICADA!
- 2018: Revival!
- 2018: Utensils (Short)
- 2018: Rotsy (Short)
- 2018: Professor Thompson
- 2019: The Way We Weren't
- 2019: Room for Rent
- 2019: I Almost Married a Serial Killer (Fernsehfilm)
- 2019: Lost and Found (Fernsehfilm)
- 2019: Por amar sin ley (Fernsehserie, 5 Episoden)
- 2019: KNIGHTMARE: Killing Joker (Kurzfilm)
- 2019: Dead End
- 2019: Portal
- 2019: Discover Indie Film (Mini-Serie, Episode 2x04)
- 2019: The Experience
- 2019: Sick Boys Die Alone (Kurzfilm)
- 2019: Suki (Kurzfilm)
- 2019: Seven Days (Fernsehserie, 3 Episoden)
- 2019: Murder Loves Company (Fernsehserie, Episode 1x05)
- 2019: Another Day, Another Dollar (Kurzfilm)
- 2020: Sensitive and in Love
- 2020: Intersect
- 2020: Man with A Van (Fernsehserie, Episode 1x06)
- 2020: Reckless and Dangerous
- 2020: Defenseless (Kurzfilm)
- 2020: I Got Five on It 3
- 2020: Human Zoo
- 2020: Battlefield 2025
- 2020: Comet (Kurzfilm)
- 2020: The Five Rules of Success
- 2020: Mineshaft (Kurzfilm)
- 2020: Monsters of Man
- 2020: Interview with the Antichrist
- 2020: Stateside
- 2020: Unlucky Jimmy (Kurzfilm)
- 2020: The Peace of Wild Things (Kurzfilm)
- 2021: Caged
- 2021: Restraint (Kurzfilm)
- 2021: Bad President
- 2021: Resident Evil Village: Lady Dimitrescu Action Figure (Kurzfilm)
- 2021: Scare Us
- 2021: Cult Cartel
- 2021: Grace and Grit
- 2021: Ted Bundy: American Boogeyman
- 2021: Tales of a 5th Grade Robin Hood
- 2021: Los Tigres del Norte: La Reunion (Kurzfilm)
- 2021: Der zeitreisende Sheriff (The Time Traveling Sheriff, Kurzfilm)
- 2021: Followed
- 2021: The Burrow
- 2021: Two Christmases (Miniserie, 3 Episoden)
- 2021–2022: Dhar Mann (Miniserie, 11 Episoden, verschiedene Rollen)
- 2022: Evil Good (Dokumentation)
- 2022: Arranged Marriage
- 2022: Hotel Dunsmuir
- 2022: Mini-Mocks (Fernsehserie, Episode 1x41)
- 2022: Christmas on Repeat
- 2022: Sleep No More
- 2022: Dead Cameraman

### Produktion
- 2004: Hold On (Kurzfilm)
- 2005: Indebted (Kurzfilm)
- 2008: The Devil's Playhouse
- 2008: Win, Lose or Draw (Kurzfilm)
- 2008: Skeletons (Kurzfilm)
- 2009: The System
- 2009: The Killing Hour (Kurzfilm)
- 2009: The Heart of Evil (Kurzfilm)
- 2009: Don't Cry (Kurzfilm)
- 2009: Argumentalism (Kurzfilm)
- 2009: Eleanor Rigby (Kurzfilm)
- 2010: The Benevolent Byzantine Order of the Nobles of the Enigmatic Oracle (Kurzfilm)
- 2011: Schism (Kurzfilm)
- 2014: Locker 13
- 2015: In Memory Of: Her (Kurzfilm)

### Regie
- 2004: Hold On (Kurzfilm)
- 2005: Indebted (Kurzfilm)
- 2006: Moviemark DVD Indie Shorts Project Vol. 1
- 2008: Win, Lose or Draw (Kurzfilm)
- 2009: Don't Cry (Kurzfilm)

### Drehbuch
- 2004: Hold On (Kurzfilm)
- 2005: Indebted (Kurzfilm)
- 2005–2006: Screen Wars (Fernsehserie, 8 Episoden)
- 2006: Moviemark DVD Indie Shorts Project Vol. 1
- 2008: The Devil's Playhouse
- 2008: Courage to Change (Kurzfilm)
- 2008: Win, Lose or Draw (Kurzfilm)
- 2008: Skeletons (Kurzfilm)
- 2009: The Eleventh Aggression (Kurzfilm)
- 2009: Blood Guardian
- 2009: Don't Cry (Kurzfilm)
- 2009: Sex and Violence (Kurzfilm)
- 2011: Schism (Kurzfilm)
- 2013: Transylvania, CA (Mini-Serie)
- 2014: Locker 13
- 2018: A Killer Awaits

### Synchronsprecher
- 2007: Juiced 2: Hot Import Nights (Videospiel)
- 2012: Natalie's Lose Lose
- 2013: Dante's Hell Animated (Kurzfilm)
- 2017: Resident Evil VII: Biohazard (Videospiel)
- 2017: Brothers (Kurzfilm)
- 2017: Tom Clancy’s Ghost Recon Wildlands (Videospiel)
- 2018: Something
- 2018: [Cargo]
- 2019: Tom Clancy’s The Division 2 (Videospiel)
- 2019: Dement (Videospiel)
- 2020: Trinity Falls (Kurzfilm)